# Купрявичюс, Викторас
Ви́кторас Купря́вичюс (лит. Viktoras Kuprevičius; 27 января 1901, село Тёплый Стан, ныне Самарская область — 1 апреля 1992) — литовский композитор и педагог, исполнитель на карильоне. Отец композиторов Виктора Купревича и Гедрюса Купрявичюса. Заслуженный деятель искусств Литовской ССР (1971).

## Биография
В 1921—1924 годах учился в Каунасской музыкальной школе (будущей Каунасской консерватории), в 1923—1943 годах работал в Каунасском городском музее. В 1943—1951 годах в Каунасском театре юного зрителя (концертмейстер, дирижёр, музыкальный руководитель), одновременно в 1946—1950 годах преподавал в Каунасском университете.
Автор оперы «Кузнечик и муравей» («Žiogas ir skruzdės»), оперетты «Птичий концерт» («Paukščių koncertas», либретто Пятраса Бабицкаса), балета «Пастушка и трубочист» («Piemenaitė ir kaminkrėtys») и других сочинений.
Особенную известность Купрявичюсу принесла его работа с каунасским карильоном, который по его инициативе был восстановлен в 1956 году на колокольне Военного музея Витаутаса Великого. С 1957 году Купрявичюс начал устраивать на нём концерты, обучив этому искусству и своего младшего сына Гедрюса.
В 1991 году Купрявичюсу присвоено звание Почётного гражданина Каунаса.
Похоронен на Пятрашюнском кладбище в Каунасе.
В 1995 г. его имя присвоено одной из средних школ города.